# Browne Falls
Die Browne Falls sind ein Wasserfall am Doubtful Sound/Patea im Fiordland National Park auf der Südinsel Neuseelands.
Der Wasserfall liegt in einem von gemäßigtem Regenwald bewachsenen Gebiet und fällt in einer Kaskade  in einen Fjord bei Hall Arm.
Je nach Quelle werden Höhen von 619 m bis 857 m angegeben. Dieser Unterschied resultiert daraus, ob die Höhendifferenz von dem See, dem der Fall entspringt, oder nur die Höhe der Kaskade zugrunde gelegt wird. Quelle und Mündung sind etwa 1 km voneinander entfernt.
Der Wasserlauf ist Lake Browne, ein Tarn (Gletschersee), dessen Wasserspiegel 836 m über dem Meeresspiegel liegt. Wenn er gefüllt ist, läuft er, ähnlich wie die Sutherland Falls, über seinen Felsrand über.
Die Browne Falls sind einer von zwei Kandidaten für den Titel des höchsten Wasserfalls Neuseelands. Der andere ist ein weiterer Tarn hinter Elizabeth Island, ebenfalls in Fiordland. Es gibt im Doubtful Sound/Patea selbst mit Helena Falls und Lady Alice Falls noch zwei weitere große Wasserfälle.